# Daoming
Daoming (kinesiska: 道明镇, 道明) är en köping i Kina. Den ligger i provinsen Sichuan, i den sydvästra delen av landet, omkring 44 kilometer väster om provinshuvudstaden Chengdu. Antalet invånare är 19 948. Befolkningen består av 9 912 kvinnor och 10 036 män. Barn under 15 år utgör 9,0 %, vuxna 15-64 år 76 %, och äldre över 65 år 13,0 %.
Genomsnittlig årsnederbörd är 1 318 millimeter. Den regnigaste månaden är juli, med i genomsnitt 377 mm nederbörd, och den torraste är december, med 11 mm nederbörd.